# Gli spiriti di casa Momochi
Gli spiriti di casa Momochi (百千さん家のあやかし王子?, Momochi-san chi no ayakashi ōji) è un manga scritto e disegnato da Aya Shōoto, serializzato in Giappone dal 24 febbraio 2013 al 24 agosto 2019 sulla rivista Asuka. In Italia è stato pubblicato da J-Pop dal 2015 al 2020.

## Trama
Al suo sedicesimo compleanno, Momochi Himari, pur essendo orfana, inaspettatamente riceve in eredità una vecchia casa. Nonostante gli avvertimenti che riceve sul fatto che la casa Momochi sia infestata, non avendo un altro posto in cui andare decide comunque di trasferirvisi. All'arrivo sul posto scopre che la sua casa è occupata abusivamente da tre bei giovani uomini: Aoi, Yukari e Ise. I tre avvertono subito l'ignara Himari che deve abbandonare la casa al più presto, usando anche loro la storia dei fantasmi e delle maledizioni, ma lei non vuole. Ben presto, scoprirà che è tutto vero: la sua casa risulta essere al confine tra il mondo umano e quello degli spiriti, e lei è destinata a fungere da guardiana tra i due.

## Personaggi
Momochi Himari (百千 ひまり?)
Avendo il sangue della famiglia Momochi nelle sue vene, al compimento dei 16 anni lei dovrebbe essere il prossimo Omamori-sama o "Nue", ovvero il guardiano della casa Momochi, ma viene preceduta da Aoi, e ora, ha solo il potere di espellere qualcuno dalla casa se lei lo desidera insistentemente a causa della sua linea di sangue.
Nanamori Aoi (七守 葵?)
È un umano, ma è diventato un Nue a 10 anni entrando nella casa Momochi, rompendone il sigillo e diventandone suo guardiano. La casa ha cancellato le tracce della sua esistenza nel mondo degli umani, per questo sembra che né la sua famiglia né gli amici si ricordino di lui. Nella forma da Nue, è uno spirito con orecchie da gatto, piume di uccello e coda di volpe.
Yukari (紫?)
È uno shikigami, "spirito servitore", ha l'aspetto di un serpente d'acqua. Nella sua vita passata era umano, quando viene sacrificato al Dio dragone Ryujin, egli gli permette di rinascere come un Ayakashi della sua specie. È molto gentile e tiene in ordine la casa.
Ise (伊勢?)
È uno shikigami, ha l'aspetto di un orangutan. È il più giovane della sua specie, prima di arrivare in casa Momochi, si divertiva ad osservare gli umani e, qualche volta, importunarli. Al contrario di Yukari è molto scontroso.
Kasha (火車?)
Un potente Ayakashi, nutre una profonda ossessione nei confronti del Nue, ed è il suo più grande rivale. Per combattere la noia, si diverte ad infastidire i residenti di casa Momochi, ed il suo arrivo preannuncia, di solito, una serie di problemi.
Hakka (八渦?)
È un guardiano dei cancelli nel regno degli spiriti, aspira ad essere il nuovo Omamori-sama, ma il Nue, per tenerlo a bada, lo fa diventare uno dei suoi shikigami. Anche lui, nella sua vita precedente, era umano.
Hidaka Hayato (日高 隼?)
Un amico d'infanzia di Aoi che ha ancora dei frammenti dei loro ricordi. Discende da una famiglia che aveva il potere di controllare i Kudagitsune (spirito simile alla volpe), anche se non dimostra di avere questa abilità, ha comunque qualche connessione con il mondo degli spiriti.

## Volumi
| 1  | 23 luglio 2013 | ISBN 978-40-4120-810-6 | 8 agosto 2015     | ISBN 978-88-6883-270-4 |
| 1  | Capitoli - 1. (百千さん家のあやしい人々?, Momochi-san chi no ayashii hitobito) - 2. (ひまり、家主になる。?, Himari, yanushi ni naru.) - 3. (桜吹雪は恋の嵐！？?, Sakurafubuki wa koi no arashi!?) |                        |                   |                        |
| 2  | 26 novembre 2013 | ISBN 978-40-4120-893-9 | 30 settembre 2015 | ISBN 978-88-6883-300-8 |
| 2  | Capitoli - 4. (マヨイガ?, Mayoiga) - 5. (アイツはてごわい新式神！？?, Aitsu wa tegowai Shin-shikigami!?) - 6. (水の底の百千家?, Mizu no soko no Momochi chi) - 7. (四人目の友達-前-?, Yonin-me no tomodachi: Zen) - Bonus. (通りやんせ?, Tōri-yan se) |                        |                   |                        |
| 3  | 26 febbraio 2014 | ISBN 978-40-4121-026-0 | 5 dicembre 2015   | ISBN 978-88-6883-391-6 |
| 3  | Capitoli - 8. (四人目の友達-後-?, Yonin-me no tomodachi: Kō) - 9. (闇に燃えし紅の?, Yami no moeshi aka no) - 10. (夢か幻!?百千家の祝宴?, Yume ka maborosh!? Momochi chi no shukuen) - 11. (千縫洞の鵺?, Chinui hora no nue) |                        |                   |                        |
| 4  | 26 giugno 2014 | ISBN 978-40-4101-673-2 | 5 marzo 2016      | ISBN 978-88-6883-535-4 |
| 4  | Capitoli - 12. (四つ葉とげんまん?, Yotsuba to genman) - 13. (夕焼け稲荷-前-?, Yūyake inari: Zen) - 14. (夕焼け稲荷-後-?, Yūyake inari: Kō) - 15. (あけて吃驚玉手箱！？?, Akete bikkuri tamatebako!?) |                        |                   |                        |
| 5  | 25 ottobre 2014 | ISBN 978-40-4102-218-4 | 4 maggio 2016     | ISBN 978-88-6883-536-1 |
| 5  | Capitoli - 16. (泡沫今昔-前-?, Utakata konjaku: Zen) - 17. (泡沫今昔-後-?, Utakata konjaku: Kō) - 18. (納涼！？肝だめしにはご注意を?, Nōryō!? Kimodameshi ni wa gochūi o) - 19. (ヤキモチと恋心?, Yakimochi to koigokoro) |                        |                   |                        |
| 6  | 26 febbraio 2015 | ISBN 978-40-4102-563-5 | 29 giugno 2016    | ISBN 978-88-6883-537-8 |
| 6  | Capitoli - 20. (オトメゴコロは散る散る未散る?, Otomegokoro wa chiru chiru mi-chiru) - 21. (うろんな客?, Urunna kyaku) - 22. (花嫁修業はにゃん攻不落！?, Hanayomeshūgyō wa nyan-se furaku!) - 23. (暗闇はお熱いのがお好き？?, Kurayami wa o-atsui no ga o-suki?) - Bonus. (花いちもんめ?, Hana ichi monme)                                                    |                        |                   |                        |
| 7  | 26 giugno 2015 | ISBN 978-40-4103-119-3 | 31 agosto 2016    | ISBN 978-88-6883-721-1 |
| 7  | Capitoli - 24. (かごめかごめ?, Kagome Kagome) - 25. (かごの中の鳥はいつ?, Kago no naka no tori wa itsu) - 26. (後ろの正面だぁれ?, Ushiro no shōmen dāre) - 27. (夜明けの晩に?, Yoake no ban ni) |                        |                   |                        |
| 8  | 21 ottobre 2015 | ISBN 978-40-4103-659-4 | 21 dicembre 2016  | ISBN 978-88-6883-796-9 |
| 8  | Capitoli - 28. (見知らぬ家路?, Mishiranu ieji) - 29. (妖の国のひまり?, Ayakashi no kuni no himari) - 30. (葵の昔ばなし?, Aoi no mukashibanashi) - 31. (顔無きおとない?, Kao-naki otonai) - Bonus. (百千さん家のNEXTドン！?, Momochi-san chi no Nekusuto don!) - Bonus. (私立 百千さん学園?, Shiritsu Momochi-san gakuen)                                     |                        |                   |                        |
| 9  | 25 giugno 2016 | ISBN 978-40-4104-415-5 | 22 febbraio 2017  | ISBN 978-88-6883-864-5 |
| 9  | Capitoli - 32. (願いごと?, Negaigoto) - 33. 七つの子 (Nanatsu no ko?) - 34. (おかえり！ 百千家へ?, Okaeri! Momochi chi e) - 35. (灯?, Hi) |                        |                   |                        |
| 10 | 26 novembre 2016 | ISBN 978-40-4105-103-0 | 21 giugno 2017    | ISBN 978-88-3275-019-5 |
| 10 | Capitoli - 36. (ひとつ屋根の下、恋模様?, Hitotsu yane no shita, koi moyō) - 37. (色鬼ごっこ?, Iro onigokko) - 38. (居候にもホドがある！？?, Isōrō ni mo hodo ga aru!?) - Bonus. (狂言釣猩々?, Kyōgen tsuri shōjō) |                        |                   |                        |
| 11 | 25 marzo 2017 | ISBN 978-40-4105-528-1 | 27 settembre 2017 | ISBN 978-88-3275-137-6 |
| 11 | Capitoli - 39. (黒闇まつり?, Kokuan matsuri) - 40. (不倶戴天?, Fugutaiten) - 41. (仮面の告白?, Kamen no kokuhaku) - 42. (原罪のキメラ?, Genzai no Kimera) |                        |                   |                        |
| 12 | 24 agosto 2017 | ISBN 978-40-4106-012-4 | 24 gennaio 2018   | ISBN 978-88-3275-294-6 |
| 12 | Capitoli - 43. (愛別離苦-送り火-?, Aibetsuriku: Okuribi) - 44. (真夏の箱庭?, Manatsu no hakoniwa) - 45. (墜落する夏?, Suirakusuru natsu) - 46. (結んでひらいて?, Musunde hiraite) |                        |                   |                        |
| 13 | 24 marzo 2018 | ISBN 978-40-4106-730-7 | 22 agosto 2018    | ISBN 978-88-3275-480-3 |
| 13 | Capitoli - 47. (夏の体験学習★ひまり幽霊になる?, Natuso no taikengakushū Himari yūrei ni naru) - 48. (私の居場所?, Watashi no ibasho) - 49. (夜歩き先生?, Yoaruki sensei) - 50. (眠りの森のちゃちゃつぼちゃつぼ?, Nemuri no mori no cha chatsubo chatsubo) - 51. (恋仇は火車!?ひまりのプロポーズ大☆作☆戦!!?, Koigataki wa kasha!? Himari no Puropōzu taisaku) |                        |                   |                        |
| 14 | 24 ottobre 2018 | ISBN 978-40-4107-519-7 | 5 giugno 2019     | ISBN 978-88-3275-770-5 |
| 14 | Capitoli - 52. (十四の子守唄?, Jūshi no komoriuta) - 53. (あやかしの夜はあやなし?, Ayakashi no yoru wa ayanashi) - 54. (下剋上等！式神の乱?, Gekokujō-nado! Shikigami no ran) - 55. (あやかし退屈男?, Ayakashi taikutsu otoko) - 56. (うしろの正面だぁれ?, Ushiro no shōmen dāre)                                                                            |                        |                   |                        |
| 15 | 24 aprile 2019 | ISBN 978-40-4108-061-0 | 9 ottobre 2019    | ISBN 978-88-349-0012-3 |
| 15 | Capitoli - 57. (無限遊戯?, Mugen yūgi) - 58. (０８３１?, 0831) - 59. (夏も終わりて?, Natsu mo owarite) - 60. (百千家?, Momochi chi) |                        |                   |                        |
| 16 | 24 ottobre 2019 | ISBN 978-40-4108-794-7 | 4 marzo 2020      | ISBN 978-88-349-0207-3 |
| 16 | Capitoli - 61. (神かくし?, Kami kakushi) - 62. (葵とひまり?, Aoi to Himari) - 63. (ひととせ?, Hito to se) - 64. (おかえり?, Okaeri) |                        |                   |                        |